# Roberto II de Bellême
Roberto II de Bellême (apodado el Diablo, c. 1056-después de 1130), señor de Bellême y Montgomery, vizconde del Hiémois, tercer conde de Shrewsbury y Conde de Ponthieu, fue un noble anglonormando, y uno de las figuras más prominentes en la pelea por la sucesión a Inglaterra y Normandía entre los hijos de Guillermo el Conquistador. Era miembro de la poderosa casa de Bellême.
Robert se hizo famoso por su crueldad. El cronista Orderico Vital le llama «avaricioso y cruel, un implacable perseguidor de la Iglesia de Dios y los pobres [...] sin igual por su iniquidad en la toda la era cristiana.» Las historias de su brutalidad pueden haber inspirado la leyenda de su apodo como Roberto el Diablo.

## Primeros años
Robert era el hijo superviviente de más edad de Roger de Montgomery, Conde de Shrewsbury y Mabel de Bellême, nacido probablemente entre 1052 y 1056.  En 1070 después de la muerte de su tío abuelo Ivo de Bellême, obispo de Sées sus padres le llevaron a Bellême, herencia de su madre, y finalmente suyo como hijo mayor.
En 1073 cuando el Conquistador invadió Maine, Robert fue armado caballero por Guillermo durante el asedio al castillo de Fresnai. Probablemente adulto e independiente de su padre participó en las revueltas de 1077 del joven Robert Curthose contra el Duque Guillermo. Cuando su madre Mabel fue asesinada (c. 1079) Robert heredó sus vastas propiedades. Pero al llegar a este punto, Guillermo tuvo la precaución de guarnicionar los castillo de Bellême con sus propios hombres, a lo que tenía derecho como duque. Al conocer la muerte de Guillermo en 1087, el primer acto de Robert fue expulsar las guarniciones ducales de todos sus castillos.

## Rebelión de 1088
A finales de 1087 Robert Curthose, el duque de Normandía fue informado de un complot para situarle en el trono de Inglaterra en lugar de su hermano William II, lo que apoyó. Robert de Bellême, su hermano Hugh de Montgomery y un tercer hermano, Roger o Arnulf, participaron en la rebelión. Los principales conspiradores, no obstante, fueron Odón de Bayeux, Eustaquio III, Conde de Boulogne, Robert de Mowbray, Geoffrey de Montbray, Roger de Montgomery y otros Magnates descontentos. Al año siguiente estalló la Rebelión de 1088, que se declaró en Pascua. Los rebeldes quemaron y devastaron las propiedades del rey y las de sus seguidores. En algún momento Roger de Montgomery se desvinculó de Robert Curthose a través de negociaciones con el rey. Finalmente Robert de Bellême se encontró entre los defensores del castillo de Rochester. Cuando William Rufus bloqueó la ciudad y construyó dos contra-castillos, la guarnición comenzó a negociar una rendición honorable, tratando de que se les permitiera conservar sus tierras y servir el rey. Rufus rechazó estos términos; estaba furioso e inicialmente intentó que se ahorcara a los traidores o «que se les ejecutara para borrarlos de la faz de la tierra». Roger de Montgomery y otros grandes barones intercedieron ante el rey, Roger en nombre de sus hijos, hasta que finalmente en julio se negoció una rendición semi-honorable entre el rey y los rebeldes. Rufus, aunque a regañadientes, garantizó la vida e integridad de los rebeldes y les otorgó un salvoconducto.

## Regreso a Normandía
Casualmente Robert navegó a Normandía en compañía del conde Enrique (el futuro Enrique I), que no había tomado parte de la conspiración contra su hermano William Rufus. Aunque viajaron juntos, estaban destinados a convertirse en enemigos. Ambos compartían un común resentimiento hacia el obispo Odón de Bayeux (Odo) que, desterrado de Inglaterra, había regresado a Normandía antes que Enrique y Robert. Enrique, de justo 20 años de edad era ahora el señor de Odo, lo que disgustaba profundamente a éste, y Robert de Bellême era una poderosa y peligrosa fuera en Normandía. Odo, que tenía una gran influencia en el duque Roberto, le convenció de que tanto Enrique como su compañero de viaje Robert de Bellême conspiraban ahora con William Rufus contra el duque. Tanto Enrique como Robert fueron capturados al desembarcar y puestos bajo la custodia del Obispo; Enrique en Bayeux y Robert en Neuilly-l'Evêque, ahora Neuilly-la-Forêt.
Tras conocer que su hijo había sido encarcelado, Roger de Montgomery, Conde de Shrewsbury se desplazó inmediatamente a Normandía y alertó a todos sus castillos contra el duque. Al llegar a este punto la familia Montgomery estaba en rebelión contra Robert Curthose. El Obispo Odo instigaba ahora al duque Roberto para ocupar todos los castillos de Robert de Bellême por la fuerza, por lo que el duque reunió un ejército y los atacó. Comenzó atacando Ballon y después de pérdidas en ambos bandos, el castillo se rindió. Después se dirigió al castillo de Saint-Céneri donde residía la familia de Robert de Bellême. Robert Quarrel había recibido instrucciones del conde Roger de resistir a toda costa y, así se hizo hasta que las provisiones se agotaron. El Duque se encolerizó tanto ante la resistencia que cegó a Robert Quarrel y mutiló a los defensores de castillo. Al llegar a este punto el duque perdió interés en la captura de más castillos, disolvió sus fuerzas y regresó a Rouen. Roger de Montgomery envió legados de paz al duque y le convenció para liberar a su hijo Robert. El precio de la liberación de su hijo fue el castillo de Saint-Céneri que Roberto II entregó a Robert Giroie como castellano. Los Giroies habían guardado el castillo hasta que, como castigo a su rebelión en los años 1060, Guillermo el Conquistador se lo había entregado, junto con otras tierras de los Giroie a Roger de Montgomery, que como miembro de la familia Bellême era también considerado su némesis.
Hacia 1090 Robert volvió a la gracia de Robert Curthose, siendo llamado por Orderico Vital uno de los  "principales consejeros" del duque. Apoyó a Curthose en sofocar la revuelta de los ciudadanos de Rouen, en 1090, y encerró en las mazmorras a numerosos ciudadanos. Según Robert de Torigni en 1092 los habitantes de Domfront, posesión de los Bellême-Montgomery, invitaron a Enrique, el hermano menor del duque a tomar posesión de la población. Aparentemente, se habían cansado del estilo opresivo y abusivo del señorío de Robert . No tenemos ninguna explicación de lo que pasó con la guarnición de Robert de Bellême o cómo se produjo la incruenta ocupación. Además, Robert de Bellême había solicitado ese mismo año el poseer Bellême para la Corona francesa en vez de para el Duque de Normandía.
En 1094 muere el conde Roger, padre de Robert. Su hermano menor Hugh de Montgomery heredó las tierras y títulos ingleses, mientras Robert heredó las propiedades Normandas de su padre, entre las que se incluía buena parte del centro y sur de Normandía, que limitaban en parte con los territorios de Bellême heredados de su madre.

## William Rufus (1096–1100)
En 1096, Roberto II de Normandía tomó la cruz en la Primera Cruzada y dejó la custodia del ducado a su hermano William Rufus, Rey de Inglaterra. Robert Bellême recuperó el favor de Rufus y tanto él como sus hermanos le sirvieron en numerosas ocasiones. En 1098 capturó a Elias I, Conde de Maine para Rufus, una hazaña significativa.
En 1098 falleció su hermano Hugh y Robert heredó, tras depositar £3,000 de rescate, las propiedades inglesas que había sido de su padre, incluyendo el Rape de Arundel y el condado de Shrewsbury. Robert había adquirido también jure uxoris el condado de Ponthieu y el honor de Tickhill; todo lo cual en conjunto le convertía en el más rico magnate de Inglaterra y Normandía.
En agosto de 1100 a la muerte de Rufus, Enrique I se hizo con el trono de Inglaterra antes de que su hermano Roberto Curthose lo pudiera reclamar. Mientras Robert se apresuraba a viajar a Inglaterra para presentar homenaje a Enrique, él y sus hermanos pudieron ver esto como el final del favor real para los Montgomery.

## Guerra civil anglo-normanda de 1101
Roberto de Normandía regresó triunfante de la Primera Cruzada. Según Orderico, los barones de Curthose le animaban a atacar a Enrique, pero no tomó ninguna decisión hasta que Ranulf Flambard, habiendo escapado de la Torre de Londres, huyó a Normandía donde parece para haber influido en la decisión del duque de invadir Inglaterra y deponer a su hermano. Robert de Bellême fue uno de los magnates que tomaron partido en la invasión de Inglaterra de Robert Curthose de 1101, junto con sus hermanos Roger el Poitevino y Arnulfo de Montgomery y su sobrino Guillermo, conde de Mortain. Esta invasión acabó sin derramamiento de sangre tras el Tratado de Alton que pidió amnistía para los participantes aunque permitía castigar a los traidores. Enseguida quedó claro que Enrique no tenía intención de atenerse a lo acordado.
Enrique I estuvo reuniendo acusaciones durante un año contra Robert y sus hermanos y por construir castillos sin permiso, específicamente Bridgnorth Castle. Cuando Robert se negó a responder en 1102, Enrique asedió y capturó los castillos ingleses de Rober. Robert perdió sus tierras y títulos ingleses (al igual que sus hermanos), fue desterrado de Inglaterra, y regresó a Normandía.
En 1105 lo encontramos luchando contra Rotrou III, Conde de Perche por una porción de sus tierras en Bellême, resultando derrotado. Ese mismo año atacó a un grupo de seguidores de Enrique, tras lo que viajó a Inglaterra antes de Navidad para tratar de hacer las paces con el rey, pero regresó a Normandía con las manos vacías.

## Batalla de Tinchebrai y después
En 1106 Robert era uno de los comandantes de Curthose en la Batalla de Tinchebrai, dirigiendo la retaguardia y, cuando la batalla se puso del lado de Enrique, él y la mayoría de los que le acompañaban consiguieron evitar la captura abandonando el campo. Con Normandía ahora bajo el control de Enrique I, Robert de Bellême se sometió y se le permitió conservar sus feudos normandos y su cargo de vizconde del Hiémois.
Pero Enrique aún desconfiaba de Robert y colocó a sus seguidores en posiciones claves en Normandía. En la rebelión de 1110–12 los barones en la frontera de Normandía estaban descontentos con las políticas del rey, especialmente su intento de custodiar a William Clito, hijo de Robert Curthose. Según Orderico, Robert jugó un papel crucial en esta rebelión tras la muerte de Elias I de Maine en julio de 1110. En 1112 Robert fue enviado por el rey francés a la corte de Enrique I en Bonneville para negociar la liberación de Robert Curthose, lo que aprovechó Enrique para encarcelar a Robert. Aparentemente Enrique había preparado ya los cargos; no asistir a la corte de Enrique tras ser convocado tres veces; no rendir cuenta; y actuar contra los intereses de su señor. Técnicamente Robert puede haber sido culpable pero no era seguro para él asistir a la corte, pudo haber considerado regalos sus ingresos y es también discutible si el cargo de actuar contra los intereses de Enrique era proporcionado a la severidad del castigo. Además Robert estaba bajo la protección del rey como emisario enviado para negociar la liberación de Robert Curthose. Esto tuvo implicaciones internacionales pero en la época tanto Luis VI de Francia como Enrique I intrigaban contra el otro y la ruptura de protocolo quedó impune. Sin embargo, el encarcelamiento de Robert provocó el colapso de la rebelión. Robert pasó el resto de su vida como prisionero; se desconoce la fecha exacta de su muerte.

## Retrato histórico
Orderico Vital retrata a Robert de Bellême como un villano, especialmente cuando lo compara con Enrique I, cuyos desmanes consideraba exclusables. Orderico llama a Robert "Avaricioso y cruel, un implacable perseguidor de la Iglesia de Dios y los pobres ... sin igual por su iniquidad en la toda la era cristiana." Por citar a David C. Douglas «Orderico, si bien crédulo, no era malicioso ni un mentiroso; y estos relatos afectaban a gente de las que tenía especial conocimiento» [la familia Bellême-Montgomery ]. Pero, pudo haber estado fuertemente predispuestos contra Robert de Bellême y su tratamiento de aquel magnate alberga una interpretación moral de sus acciones. La base de la animosidad de Orderico contra Robert y sus predecesores de Bellême era el largo y amargo enfrentamiento entre los Bellême y los Giroie, patrones de la Abadía de Santo-Evroul, de Orderico. Guillermo II Talvas (de Bellême), el abuelo de Robert, había cegado y mutilado a Guillermo fitz Giroie. Se apropiaba ocasionalmente de los bienes eclesiásticos y no fue un benefactor de la casa eclesiástica. Pero las actitudes de Robert hacia la iglesia son típicas de muchos de sus contemporáneos; ciertamente no mucho peor que la de otros gobernantes y magnates seglares de la época. La valoración de William II Rufus por R.W. Southern bien podría aplicarse también a Robert de Bellême: «Su vida estuvo consagrada a los planes militares y a recaudar dinero para hacerlos posible; por todo aquello que no sirviera a esos fines, mostraba un desprecio supremo».
Según William Hunt en el Diccionario de Biografía Nacional, varias historias de su brutalidad circularon tras su muerte, posiblemente inspirando la leyenda de Roberto el Diablo, un sádico caballero normando engendrado por Satán.

## Herencia
Robert se casó con Agnes de Ponthieu, antes del 9 de septiembre de 1087, y tuvieron un hijo:
- Guillermo III de Ponthieu, que heredó a través de su madre el condado de Ponthieu.[23]